# Adel Sellimi
Adel Sellimi (Madhia, 16 novembre 1972) è un allenatore di calcio ed ex calciatore tunisino, di ruolo attaccante.

## Palmarès

### Giocatore

#### Competizioni nazionali
- Campionato tunisino: 2

Club Africain: 1991-1992, 1995-1996
- Coppa di Tunisia: 1

Club Africain: 1991-1992

#### Competizioni internazionali
- CAF Champions League: 1

Club Africain: 1991
- Coppa dei Campioni afro-asiatica: 1

Club Africain: 1992